# Ураган (ядерное испытание)
Операция «Ураган» (англ. Operation Hurricane) — первое ядерное испытание Великобритании 3 октября 1952 года. Ядерное взрывное устройство было взорвано на борту фрегата, установленного на якоре в районе островов Монте-Белло (западная оконечность Австралии). Мощность взрыва составила около 25 килотонн.

## Предыстория
Великобритания, развивавшая военную ядерную программу с 1940 года, в ходе Второй мировой войны была вынуждена серьёзно замедлить темп работ ввиду необходимости переключения сил и средств на иные направления. С 1942 года эти работы велись совместно с американцами, однако за несколько месяцев до окончания войны в виду изменения политики руководства США британское правительство решило приступить к созданию собственного ядерного оружия. Летом 1945 года премьер-министр Клемент Эттли создал специальный комитет Gen 75 Committee по планированию и строительству объектов для производства ядерного оружия. Значительные экономические трудности послевоенного времени в сочетании с политикой американцев, которые в 1946 — 1947 годах отказывались передать англичанам даже документацию о результатах научно-исследовательских работ, привели к тому, что в процессе создания ядерного оружия Англия оказалась далеко позади США и СССР, проведших свои первые испытания в 1945 и 1949 годах соответственно.
Тем не менее, Лондону удалось в 1947 году основать первый объект по производству оружейного плутония в Виндкасле (в настоящее время — ядерный центр Селлафилд), где в 1950 году заработал первый реактор — наработчик плутония. К 1952 году было получено уже достаточно много плутония-239, но собственного плутония все равно не хватало к установленному сроку 1 августа 1952 года. Поэтому пришлось частично использовать плутоний канадского производства.

## Подготовка к испытаниям

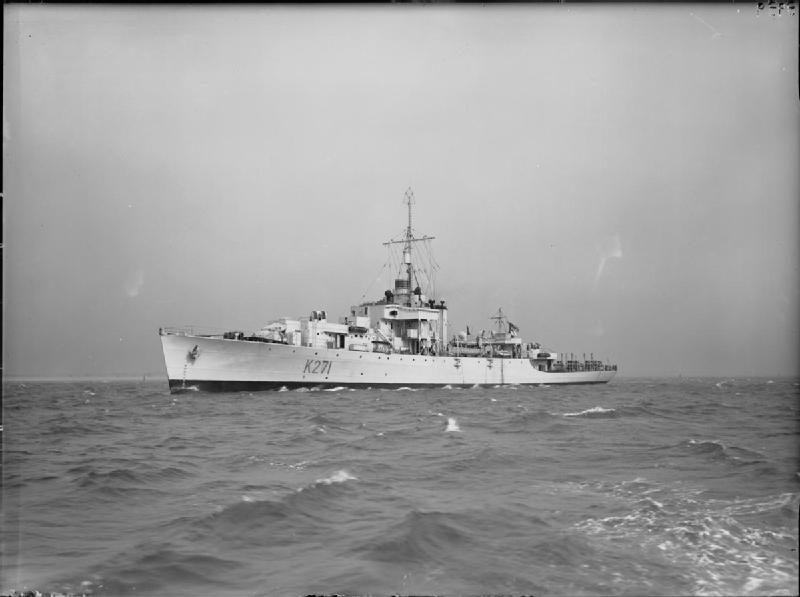
Фрегат «Плим»

Собранное ядерное устройство было помещено в один из отсеков фрегата «Плим» (корабль типа «Ривер», построенный в 1943 году, с полным водоизмещением 1800 т), поскольку было решено взорвать бомбу на борту этого фрегата. Такой способ проведения испытаний был выбран не случайно. Во-первых, первое британское ядерное взрывное устройство из-за своей громоздкости ещё не было боеприпасом в полном смысле, то есть не могло быть установлено ни на одном из имевшихся у англичан носителей (самолёте). Во-вторых, британцы стремились оценить возможные последствия ядерного взрыва у берега — в частности, его воздействие на суда и береговые сооружения. Вызвано это было тем, что в те годы, при рассмотрении потенциального ядерного удара со стороны СССР, в первую очередь, учитывалась возможность скрытной доставки советского ядерного заряда в один из английских портов на судне.
Для сопровождения «Плима», доставки наиболее важных и секретных грузов, а также группы специалистов, была создана особая эскадра Королевского флота во главе с эскортным авианосцем «Кампания». В состав эскадры входили, помимо авианосца и «Плима», три десантных корабля. Соединение покинуло Великобританию 15 сентября.

## Взрывное устройство
Подготовленное британскими специалистами к испытанию взрывное устройство по своей схеме было похоже на первые американские плутониевые бомбы, например бомбу «Толстяк», сброшенную на Нагасаки. Однако, в британском устройстве было применено так называемое левитирующее ядро — между плутониевым зарядом и окружавшей его оболочкой (т. н. темпером) было оставлено некоторое расстояние. Это давало определённый выигрыш в мощности взрыва, но в более совершенных образцах ядерных взрывных устройств такая схема не применяется.

## Взрыв

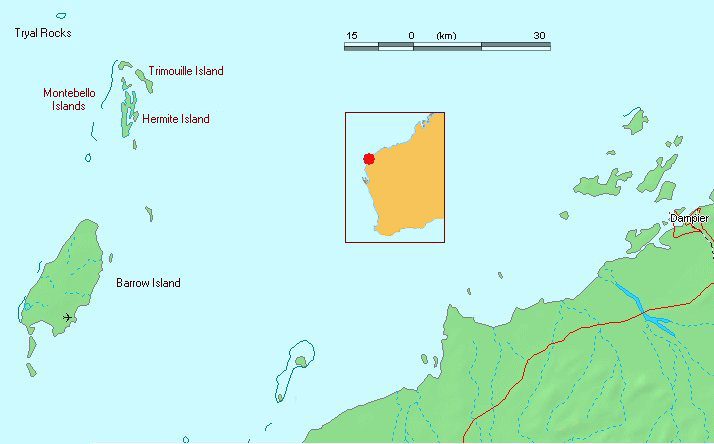
Острова Монте-Белло

Фрегат был установлен на якоре между островами Хермит (англ. Hermit) и Тримойл (англ. Trimouille) в 400 м от берега последнего в точке с координатами примерно 20°40′ ю. ш. 115°57′ в. д.. Глубина в этом месте была 12 м. Взрывное устройство внутри фрегата находилось на 2,7 м ниже ватерлинии.
Взрыв произошёл в 08:00 по местному времени (по Гринвичу — в полночь со 2 на 3 октября). Некоторые источники утверждают, что устройство взорвалось на 36 секунд раньше, чем планировалось. Взрыв полностью разрушил и даже частично испарил корабль. Брызги расплавленного металла, поднятые взрывом в воздух, упав на берег, вызвали в нескольких местах возгорание сухой растительности. На месте взрыва на морском дне образовалась овальная воронка диаметром до 300 м и глубиной 6 м. Облако взрыва достигло высоты 3 км, но выше не поднялось из-за сильного ветра, который стал быстро относить его к юго-востоку. Из-за ветра облако почти сразу утратило характерную грибовидную форму.
Большинство наблюдателей находились на борту авианосца «Кампания» (англ. HMS Campania (D48)). Немногие наблюдали с берега, с поста на острове Хермит. По совпадению, во время первого американского ядерного испытания наблюдательный пост находился на холме Компания (Compania Hill). К наблюдениям за испытанием были допущены представители прессы, но их пост наблюдения находился в 55 милях (88,5 км) от места взрыва, так что звук от взрыва дошел до них только через 4 минуты 15 секунд.
Благодаря успешному испытанию Великобритания стала третьей после США и СССР страной, обладавшей ядерным оружием. По итогам испытания было решено принять взорванный образец за прототип для первого британского серийного ядерного боеприпаса, авиабомбы «Голубой Дунай», принятой на вооружение в ноябре 1953 года.
Район островов Монте-Белло ещё дважды использовался для британских ядерных испытаний в 1956 году.